# Select Model Management
Select Model Management ist eine Modelagentur aus London.
Sie wurde 1977 von Tandy Anderson und den Geschwistern Clare und Chrissie Castagnetti gegründet.

## Models
Dies ist eine Auswahl an Models, die von der Agentur betreut und repräsentiert werden bzw. wurden:
- Agyness Deyn
- Angela Lindvall
- Brooklyn Decker
- Daphne Groeneveld
- David Gandy
- Devon Aoki
- Eliza Doolittle
- Erin Heatherton
- Jamie Dornan
- Natasha Poly
- Werner Schreyer
- Cher Lloyd
- Mischa Barton
- Kelly Brook
- Pixie Lott
- The Saturdays

## Bibliography
- Boyd, Marie Anderson: Model: The Complete Guide for Men and Women - Foreword by Clare Castagnetti. London: Collins & Boyd, 1997.